# Синин
Синин е град и административен център на провинция Цинхай в Китай. Синин е с население от 1 790 000 жители (2004 г.) и площ от 73 737 км². Разположен е на 2275 м надморска височина. Пощенският му код е 810000, а телефонният 971. Населението на административния район е 2 208 708 жители (2010 г.).